# Ernst Nordström (konstfrämjare)
Ernst Samuel Nordström, född den 21 april 1850 i Borgå, död den 18 februari 1933 i Helsingfors, var en finländsk konstfrämjare och konstslöjdsledare.
Nordström fick sin utbildning i Finland samt i Wien och Paris och utövade en mångårig och mycket inflytelserik verksamhet som pedagog och författare och var en sammanhållande länk mellan konstnärer och konstvänner. Åren 1879-1915 var han rektor för Centralskolan för konstflit i Helsingfors och 1879-1911 intendent för Konstflitsföreningens museum, samt 1893-1910 sekreterare i Konstnärsgillet. Nordström var kommissarie vid en mängd utställningar och erhöll 1910 professors titel. Han utgav Perspektivets grunder (1912) och Finlands konstnärer, förteckning (1926).